# Mario-Andreas von Lüttichau
Mario-Andreas von Lüttichau (* 1952 in München) ist ein deutscher Kunsthistoriker, Kustos, Ausstellungskurator und Kunstberater.

## Leben
Mario von Lüttichau studierte Kunstgeschichte an der Universität München, wo er 1983 promoviert wurde. Es folgten Stationen als wissenschaftlicher Assistent und Fellow in München (Prestel-Verlag, Bayerische Staatsgemäldesammlungen), Berlin (Berlinische Galerie), Santa Monica, Kalifornien (J.P.Getty Center) und Bonn (Kunstmuseum).
1987 rekonstruierte Mario von Lüttichau die Münchner Ausstellung Entartete Kunst von 1937. Seitdem publizierte er unter anderem zu den Themen Entartete Kunst, Provenienzforschung und Sammlungsgeschichte im In- und Ausland. Von 1991 bis 2017 war er am Museum Folkwang in Essen als Kustos für die Sammlung 19. bis 21. Jahrhundert zuständig. Von 1998 bis 2009 war er Berater für die Kunstsammlung der Sparkasse Essen. Von 2007 bis 2017 hatte er einen Lehrauftrag am kunsthistorischen Institut der Universität Bonn für Museologische Führungskonzepte und kuratorische Modelle. Seit 2010 ist er Mitglied, seit 2014 Vorsitzender des Kuratoriums für die Kunstsammlung der Franz Haniel & Cie., Duisburg.
Er initiierte, entwickelte und organisierte Ausstellungen und Publikationen zur Kunst des 19. Jahrhunderts, zur klassischen Moderne, insbesondere zu den Künstlern der Künstlergemeinschaft Die Brücke, dem Blauen Reiter, zur Gruppe ZERO und Künstler des Informel, sowie zu Ferdinand Hodler, Ernst Wilhelm Nay, Max Peiffer Watenphul, Lyonel Feininger, Oskar Schlemmer, Max Beckmann, Wilhelm Lehmbruck. Gemeinsam mit Tanja Pirsig-Marshall ist er Herausgeber des Werkverzeichnisses zu Otto Mueller (Gemälde und Handzeichnungen).
Nach 26 Jahren nahm von Lüttichau 2017 seinen Abschied vom Folkwang Museum Essen und wechselte als Experte an das Kunsthaus Lempertz Köln/Berlin. 2019 verpflichtete ihn das Auktionshaus Ketterer Kunst München/Berlin als Experten und wissenschaftlichen Berater. Seit 2022 ist er Mitglied der Unternehmensleitung.
Mario von Lüttichau ist verheiratet mit der Kuratorin und Dramaturgin Marietta Piekenbrock.

## Publikationen (Auswahl)
- Deutsche Kunst und Entartete Kunst. Rekonstruktion der Ausstellung Entartete Kunst in München 1937 in Zusammenarbeit mit Andreas Hüneke, in: Die Kunststadt München 1937. Nationalsozialismus und Entartete Kunst, hrsg. von Peter-Klaus Schuster, München 1987, (5. überarbeitete Aufl. 1998), ISBN 3-7913-0843-2.
- „Verrückt um jeden Preis“. Die ‚Pathologisierung‘ der Moderne von Schultze-Naumburg bis zum Ausstellungsführer „Entartete Kunst“, in: Ausst.-Kat.: „Von einer Wellt zur Andern“. Kunst von Außenseitern im Dialog, hrsg. von Roman Buxbaum, DuMont Kunsthalle Köln, Köln 1990, ISBN 3-7701-2448-0.
- Entartete Kunst, Munich 1937: A Reconstruction, in: Ausst.-Kat.: Degenerate Art. The Fate of the Avant-Garde in Nazi Germany, hrsg. von Stephanie Barron, Los Angeles County Museum of Art, Los Angeles 1991. Deutsche Ausgabe: Hirmer Verlag 1992, ISBN 3-7774-5880-5.
- Galerien, Vereinigungen, Ausstellungen. Eine Skizze zur Präsentation der modernen Malerei in Deutschland vor 1914, in: August Macke und die Rheinischen Expressionisten im Kunstmuseum Bonn. Die Sammlung, hrsg. von Katharina Schmidt, Wienand Verlag Köln, Bonn 1991.
- La réception de l’expressionnisme en Allemagne., in: Ausst.-Kat.: Figures du Moderne 1905–1914, hrsg. von Suzanne Pagé, Musée d’Art Moderne de la Ville de Paris, Paris 1992, ISBN 2-87900-081-5.
- Otto Mueller. Ein Romantiker unter den Expressionisten, DuMont-Buchverlag, Köln 1993, ISBN 3-7701-2981-4.
- Emil Nolde. Die Jahre 1930–1945. „Tagtägliches Paktieren mit den Zuständlichkeiten“, in: Ausst.-Kat.: Emil Nolde, hrsg. von Rudy Chiappini, Museo d’Arte Moderna, Electra Verlag Mailand, Lugano 1994.
- Lyonel Feininger. „Wartesaal“ Berlin. Die Jahre 1933 bis 1937, in: Ausst.-Kat.: Lyonel Feininger. Von Gelmeroda nach Manhattan. Retrospektive der Gemälde, hrsg. von Roland März, Nationalgalerie SMPK, Berlin 1998, ISBN 3-931768-18-X.
- Der Blaue Reiter in der Modernen Galerie Thannhauser., in: Ausst.-Kat.: Der Blaue Reiter und das Neue Bild, hrsg. von Annegret Hoberg und Helmut Friedel, Städtische Galerie im Lenbachhaus, München 1999, ISBN 3-7913-2065-3.
- Kirchner, Schmidt-Rottluff, Nolde, Nay ... Briefe an den Sammler und Mäzen Carl Hagemann, bearbeitet und hrsg. von Hans Delfs, Mario-A. v. Lüttichau und Roland Scotti, Ostfildern-Ruit 2004, ISBN 3-7757-1477-4.
- Zwischen Freude und Niedergeschlagenheit. Kirchner in Frankfurt, in: Ausst.-Kat.: Ernst Ludwig Kirchner. Die Deutschlandreise 1925/26, hrsg. von Christine Mössinger, Chemnitz Kunstsammlungen, Chemnitz 2007, ISBN 978-3-87909-910-8.
- Paris! Ein Bild für den Salon! – Paris? Corinth zwischen Tradition und Moderne, in: Ausst.-Kat. Lovis Corinth (1858–1925). Zwischen Impressionismus und Expressionismus, hrsg. von Serge Lemoine, Musée d’Orsay, Paris 2008, Deutsche Ausgabe: ISBN 978-3-86678-177-1.
- Verlust der Moderne. Klaus Graf von Baudissin. Direktor am Museum Folkwang 1934 bis 1937; Bilderschicksale, in: Ausst.-Kat.: Das schönste Museum der Welt, hrsg. von Hartwig Fischer und Uwe Schneede, Museum Folkwang, Essen 2010, ISBN 978-3-86930-097-9.
- Die Sammlung Haniel (Gemälde und Skulpturen), Hrsg. Franz Haniel & Cie, Redaktion und Katalog Mario-A. von Lüttichau, Duisburg 2010, ISBN 978-3-8030-3350-5.
- Thomas Mann und Max Beckmann. Treffpunkt im Fiktiven, in: Ausst.-Kat.: Max Beckmann. Von Angesicht zu Angesicht, hrsg. von Susanne Petri und Hans-Werner Schmidt, Museum der bildenden Künste Leipzig 2012, ISBN 978-3-7757-2817-1.
- Die Sammlung Haniel (Arbeiten auf Papier), Hrsg. Franz Haniel & Cie, Redaktion und Katalog Mario-A. von Lüttichau, Duisburg 2011, ISBN 978-3-8030-3357-4.
- “Crazy at any Price”. The Pathologizing of Modernism in the Run-up to the „Entarte Kunst“ Exhibition in Munich in 1937, in: Degenerate Art, The Attack on Modern Art in Nazi Germany 1937, hrsg. von Olaf Peters, Neue Galerie, New York 2014, ISBN 978-3-7913-5367-8.
- Museum Folkwang, Malerei & Skulptur 19.–21. Jahrhundert, Hrsg. Museum Folkwang, Redaktion und Katalog Mario-A. von Lüttichau, München / Essen 2014, ISBN 978-3-944874-09-8.
- Museum Folkwang, Meisterwerke der Sammlung, Hrsg. Museum Folkwang, Redaktion und Katalog Mario-A. von Lüttichau, München / Essen 2015, ISBN 978-3-944874-11-1.
- Badende. In: Impressionismus – Expressionismus. Kunstwende. Hrsg. von Angelika Wesenberg. Alte Nationalgalerie Berlin, Berlin 2015, ISBN 978-3-7774-2343-2.
- Les noirs sont la matière de la lumière / The shades of black are the matter of light. In: Soulages. Peintures 2013–2015. Galerie Karsten Greve, Paris 2015
- ‘‘Die Schwarztöne sind die Materie des Lichts‘‘. In: Pierre Soulages: Le Noir. Museum Folkwang in Zusammenarbeit mit der Galerie Karsten Greve, Essen 2016.
- Lehmbruck. Variation und Vollendung. In: Lehmbruck. Hrsg. von Christiane Lange, Mario-A. von Lüttichau, Nathalie French. Staatsgalerie Stuttgart. Stuttgart 2018, ISBN 978-3-95498-428-2
- mit Tanja Pirsig-Marshall (Hrsg.): Otto Mueller. Catalogue Raisonné. Band 1: Gemälde/Paintings, Band 2: Zeichnungen und Aquarelle/Drawings and Watercolours. Leipzig 2019, ISBN 978-3-86502-423-7.
- Überlegungen zur Kunst in der National-Bank. in: Einblicke – Kunst aus der National-Bank, Köln 2021, ISBN 978-3-86832-641-3.
- Das Klavier als Bühne. in: Stephan Balkenhol: Duett, hrsg. von Thomas A. Lange, Köln 2024, ISBN 978-3-86832-731-1.

## Ausstellungen (Auswahl)
- Stationen der Moderne. Die bedeutenden Ausstellungen des 20. Jahrhunderts in Deutschland: Künstlergemeinschaft Brücke, Dresden 1910; Der Blaue Reiter, München 1911; Erster Deutscher Herbstsalon, Berlin 1913; Große Deutsche Kunstausstellung, München 1937; Entartete Kunst, München 1937; ZEN 49, München 1949, in: Ausst.-Kat.: Stationen der Moderne, hrsg. von Jörn Merkert, Berlinische Galerie, Martin-Gropius-Bau (Kulturstadt-Berlin), Berlin 1988, ISBN 3-78584-256-1.
- Oskar Schlemmer. Der Folkwang-Zyklus. Malerei um 1930 – Junge Deutsche Kunst. Der Folkwang-Wettbewerb 1934, Ausst.-Kat. hrsg. von Karin von Maur, Staatsgalerie Stuttgart und Mario-A. von Lüttichau, Museum Folkwang Essen, 1993/94, ISBN 3-7757-0464-7.
- Sean Scully. Works on Paper 1975–1996, Kat.-Ausst.: Michael Semff, Staatliche Graphische Sammlung München und Mario-A. von Lüttichau, Museum Folkwang, Essen 1996/97, ISBN 3-927803-18-9.
- Der Punkt nach Weimar – oder wie kommt das Ahornblatt auf den Küchentisch, in: Ausst.-Kat.: Max Peiffer Watenphul. Von Weimar nach Italien, hrsg. von Mario-A. von Lüttichau und Walter Steiner, Stadtmuseum Weimar (Kunstkabinett), Weimar (Kulturhauptstadt Europas) 1999, ISBN 3-7701-4957-2.
- »Man soll mich nicht Expressionist nennen«. Ernst Ludwig Kirchner. Der Kritiker seiner Kunst, in: Ausst.-Kat. »Farben sind die Freude des Lebens« Ernst Ludwig Kirchner. Das innere Bild, hrsg. von Roland Scotti, Ernst Ludwig Kirchner Museum, Davos, und Mario-A. von Lüttichau, Museum Folkwang, Essen 1999/2000, ISBN 3-7701-5275-1.
- Otto Mueller. hrsg. von Johann-Georg Prinz von Hohenzollern und Mario-A. von Lüttichau, erschienen zur gleichnamigen Ausstellung in der Kunsthalle der Hypo-Kulturstiftung, darin Verzeichnis der Gemälde und Arbeiten auf Papier in digitaler Form auf CD, bearbeitet und hrsg. von Mario-A. von Lüttichau und Tanja Pirsig-Marshall, München 200, ISBN 3-7913-2857-3.
- Heckel, Kirchner, Nolde, Schmidt-Rottluff. Künstler der Brücke in der Sammlung Hagemann, Kat.-Ausst.: Eva Mongi-Vollmer, Städelschen Kunstinstitut, Frankfurt a. Main, und Mario-A. von Lüttichau Museum Folkwang, Essen, 2004/2005, ISBN 3-7757-1521-5.
- Auguste Rodin. Der Kuss, Die Paare. München, Kat.-Ausst. hrsg. von Anne-Marie Bonnet, Hartwig Fischer, Christiane Lange, Kunsthalle der Hypo-Kulturstiftung, München und Museum Folkwang, Essen 2006/2007, ISBN 3-7774-3225-3.
- Jonas Burgert, Kat.-Ausst. Mario-A. von Lüttichau, Sparkasse Essen, Essen 2012.
- Im Farbenrausch – Munch, Matisse und die Expressionisten, Kat.-Ausst. Mario-A. von Lüttichau mit Sandra Gianfreda, Museum Folkwang, Essen 2012, ISBN 978-3-86930-522-6.
- Monet, Gauguin, van Gogh … Inspiration Japan, Kat.-Ausst. Sandra Gianfreda, Co-Kurator Mario-A. von Lüttichau, Museum Folkwang, Essen 2014, ISBN 978-3-86930-841-8.
- Young-Jae Lee. Arbeiten in Keramik / OEuvres en céramique, Vorwort, Ausst., Galerie Karsten Greve Köln, Paris 2018, ISBN 978-3-940824-67-7.
- Lehmbruck, Kat.-Ausst. Christiane Lange, Mario-A. von Lüttichau, Nathalie French, Staatsgalerie Stuttgart, Stuttgart 2018, ISBN 978-3-95498-428-2.